# Santa Maria do Cambucá
Santa Maria do Cambucá är en kommun i Brasilien.   Den ligger i delstaten Pernambuco, i den östra delen av landet, 1 600 km nordost om huvudstaden Brasília. Antalet invånare är 13 023.
Omgivningarna runt Santa Maria do Cambucá är huvudsakligen savann. Runt Santa Maria do Cambucá är det ganska tätbefolkat, med 108 invånare per kvadratkilometer.